# 叙森
叙森（德語：Süßen，發音：[ˈzyːsn̩] ⓘ）是德国巴登-符腾堡州斯图加特行政区格平根县的城市，面积12.79平方千米，2023年12月31日人口为10,366人。